# Hendea bucculenta
Hendea bucculenta is een hooiwagen uit de familie Triaenonychidae.